# Matlockit
Matlockit ist ein selten vorkommendes Mineral aus der Mineralklasse der „Halogenide“. Es kristallisiert im tetragonalen Kristallsystem mit der chemischen Zusammensetzung PbFCl, besteht also zu gleichen Teilen aus Blei, Fluor und Chlor.
Matlockit entwickelt meist durchsichtige bis durchscheinende, tafelige Kristalle mit Diamantglanz auf den Kristallflächen und Perlglanz auf den Spaltflächen. Auch lamellare, rosettenförmige oder radialstrahlige Mineral-Aggregate sind bekannt. Reiner Matlockit ist farblos und durchsichtig. Er kann jedoch durch Fremdbeimengungen auch von hellgelber bis bernsteingelber, gelboranger oder grünlicher Farbe sein. Die Strichfarbe ist allerdings immer weiß.

## Etymologie und Geschichte
Die wahrscheinlich erste Erwähnung von Matlockit geht auf John Mawes Beschreibungen der Mineralogy of Derbyshire im Jahr 1802 zurück.
Wissenschaftlich beschrieben wurde das Mineral erstmals 1851 durch Robert Philips Greg in Proben einer Halde des Bergwerks in der Gemeinde Cromford, nahe der Stadt Matlock in Derbyshire, England. Bei der chemischen Analyse wurden die Fluorgehalte übersehen und folgerichtig beschrieb Greg das neue Mineral als Bleioxychlorid (Pb2O Cl2). Er benannte es nach der in der Nähe der Typlokalität liegenden Stadt Matlock, da der Name Cromfordit (heute Phosgenit) bereits vergeben war.
Es dauerte noch rund 80 Jahre, bis 1933 W. Nieuwenkamp, der zuvor die Struktur von synthetischen PbFCl untersucht hatte, Fluor im Matlockit nachwies und zeigen konnte, dass Matlockit und PbFCl chemisch und strukturell identisch sind. Bestätigt wurden Nieuwenkamps Ergebnisse 1934 von F. A. Bannister und M. H. Hey, die die Struktur von natürlichem Matlockit und dessen optische Eigenschaften bestimmten.

## Klassifikation
In der veralteten 8. Auflage der Mineralsystematik nach Strunz gehörte der Matlockit zur Mineralklasse der „Halogenide“ und dort zur Abteilung „Oxidhalogenide“, wo er gemeinsam mit Bismoclit, Cotunnit, Daubréeit, Fiedlerit, Laurionit, Paralaurionit, Pseudocotunnit und Zavaritskit in der „Fiedlerit-Laurionit-Matlockit-Gruppe“ mit der Systemnummer III/C.05 steht.
In der zuletzt 2018 überarbeiteten Lapis-Systematik nach Stefan Weiß, die formal auf der alten Systematik von Karl Hugo Strunz in der 8. Auflage basiert, erhielt das Mineral die System- und Mineralnummer III/D.09-020. Dies entspricht der Klasse der „Halogenide“ und dort der Abteilung „Oxihalogenide“, wo Matlockit zusammen mit Argesit, Bismoclit, Daubréeit, Rorisit, Zavaritskit und Zhangpeishanit eine unbenannte Gruppe mit der Systemnummer III/D.09 bildet.
Die von der International Mineralogical Association (IMA) zuletzt 2009 aktualisierte 9. Auflage der Strunz’schen Mineralsystematik ordnet den Matlockit in die Klasse der „Halogenide“ und dort in die Abteilung „Oxihalogenide, Hydroxyhalogenide und verwandte Doppel-Halogenide“ ein. Hier ist das Mineral in der Unterabteilung „Mit Pb (As, Sb, Bi) ohne Cu“ zu finden, wo es zusammen mit Bismoclit, Daubréeit, Rorisit, Zavaritskit und Zhangpeishanit die „Matlockitgruppe“ mit der Systemnummer 3.DC.25 bildet.
In der vorwiegend im englischen Sprachraum gebräuchlichen Systematik der Minerale nach Dana hat Matlockit die System- und Mineralnummer 09.02.11.01. Das entspricht der Klasse der „Halogenide“ und dort der Abteilung „Halogenide“. Hier findet er sich innerhalb der Unterabteilung „Wasserfreie und wasserhaltige Halogenide mit der Formel AX2“ in der „Matlockitgruppe“, in der auch Rorisit und Zhangpeishanit eingeordnet sind.

## Kristallstruktur
Matlockit kristallisiert tetragonal in der Raumgruppe P4/nmm (Raumgruppen-Nr. 129) mit den Gitterparametern a = 4,11 Å und c = 7,246 Å sowie 2 Formeleinheiten pro Elementarzelle.
Das Bleiatom ist von 9 Anionen (4 × F− und 5 × Cl−) in der Form eines einfach überkappten quadratischen Antiprismas umgeben. Meistens ist Blei nur von 8 Anionen umgeben. Die ungewöhnliche 9-fache Koordination von Blei findet sich z. B. auch beim Phosgenit.
Das Fluor-Ion ist tetraedrisch umgeben von 4 Blei-Kationen und das Chlor-Ion quadratisch pyramidal von 5 Blei-ionen.

## Eigenschaften
Matlockit zersetzt sich beim Erhitzen und schmilzt auf Holzkohle zu graugelben Kügelchen, wobei Säuredämpfe abgegeben werden. Er löst sich zudem leicht in Salpetersäure. In verdünnter Salzsäure ist er unlöslich, wohingegen er in konzentrierter Salzsäure unter Bildung von Chloroplumbaten löslich ist.

## Bildung und Fundorte

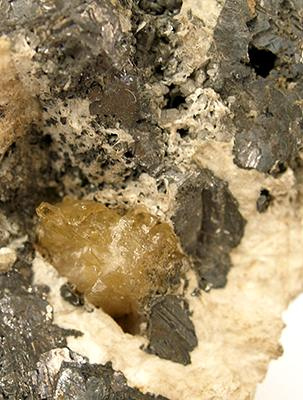
Matlockitkristall in einer Matrix aus Galenit aus der Typlokalität Cromford

Matlockit bildet sich als Sekundärmineral in der Oxidationszone von bleihaltigen Lagerstätten aus Galenit (Bleiglanz, PbS). Begleitminerale ist entsprechend meist Galenit, aber auch Anglesit, Baryt, Boleit, Caledonit, Cerussit, Diaboleit, Fluorit, Leadhillit, Phosgenit und Sphalerit.
Insgesamt wurde Matlockit bisher (Stand: 2011) an rund 30 Fundorten nachgewiesen. Neben seiner Typlokalität Cromford bei Matlock trat das Mineral in England noch in der nahe gelegenen „Bage Mine“ bei Bolehill in Derbyshire; bei Crantock in Cornwall und in der „Waterbank Mine“ bei Ecton in Staffordshire auf.
In Deutschland ist Matlockit bisher nur aus der Zeche Christian Levin bei Essen in Nordrhein-Westfalen bekannt und der einzige bisher bekannte Fundort in Österreich ist Waitschach in Kärnten.
Ein mit zehn Zentimetern sehr großer Kristall aus Derbyshire befindet sich in den Sammlungen des American Museum of Natural History. Die Derby Museum and Art Gallery besitzt eine Probe mit einer Größe von sieben Zentimetern.
Weitere Fundorte sind Tasmanien in Australien, Antofagasta und Tarapacá in Chile, Mengyin in China, Marvejols in Frankreich, Lavrio in Griechenland, die italienische Provinz Livorno, Kadoma in Simbabwe, Argent in der südafrikanischen Provinz Gauteng sowie Spruce im Elko County in Nevada, Spearfish im Lawrence County in South Dakota sowie mehrere Orte in Arizona in den Vereinigten Staaten (USA).